# Martin Knutzen
Martin Knutzen (14 décembre 1713 – 29 janvier 1751) est un philosophe prussien  disciple de Wolff. Il eut pour étudiant Emmanuel Kant, auquel il fit connaître la physique newtonienne.

## Biographie
Martin Knutzen est né à Kœnigsberg en 1713. Il a étudié la philosophie, les mathématiques et la physique à l’université de Kœnigsberg, et sa Dissertatio metaphysica de aeternitate mundi impossibili lui valut le diplôme de maître ès arts en 1733. Sa thèse de doctorat Commentatio de commercio mentis et corporis per influxum physicum (1734) le fit nommer professeur extraordinaire de logique et de métaphysique en 1735. En disciple du penseur rationaliste Christian Wolff, Knutzen s’intéressait aux sciences naturelles et, outre la philosophie, il enseignait la physique, l’astronomie et les mathématiques. Bientôt, l'étude des idées de Newton l'amena à remettre en question la théorie de l’harmonie préétablie de Leibniz et le mécanisme de Wolff ; ses leçons sur la matière allaient exercer une profonde influence sur la pensée de Kant, qui cherchait à concilier l’autonomie de l’esprit et la réalité mécanique dans sa Critique de la faculté de juger.
Plus généralement, Knutzen a joué un rôle important dans la formation scientifique des étudiants de l’université de Kœnigsberg, dont Kant et Johann Georg Hamann, l'un des protagonistes du Sturm und Drang.
Un professeur de rhétorique de l'université, Célestin Flottwell, rapporte dans une lettre datée du 29 janvier 1751 que Knutzen, malgré deux héritages, l'un de 10 000 thalers, l'autre de 15 000 thalers, « est toujours d'humeur mélancolique, s'abstient de sortir et mène une vie retirée. » Trois jours après cette lettre, Knutzen mourait. Son engagement académique et les veilles d'étude ont sans doute précipité cette fin prématurée (il n'avait que 37 ans).
Sa veuve se remaria avec un juriste ami de Kant, Johann Daniel Funk (1721–1764). Ce dernier donnait des conférences de jurisprudence très suivies à l'université. Hippel disait à son propos que « Funk, précisément parce qu'il pouvait se passer de ses cours pour vivre, était le meilleur des maîtres (magister). Déjà à l'époque il me paraissait évident que les gentilshommes disposant d'autres revenus ont souvent une ou plusieurs maîtresses. Mon ami Funk, qui avait épousé la veuve de Knutzen, une célébrité de ce temps, ne se contentait pas du lit conjugal mais ses conférences étaient aussi distinguées que le chant d'une élégie. »

### Influence sur Kant
Knutzen, par sa précocité et sa forte personnalité, exerçait une sorte de fascination sur ses étudiants. De sa connaissance des théories physiques les plus récentes, il tirait des conclusions pour la métaphysique : il enseignait la mécanique newtonienne et l'optique corpusculaire, mais abordait également en détail les rapports entre foi et raison. L'abondante bibliothèque de Knutzen fut pour Kant une source inépuisable de connaissances, dont il tira son premier essai : Traité de l'estimation des forces vives (1747), consacré à une question de mécanique. Toutefois, il ne semble pas que Knutzen ait particulièrement distingué Kant : il s'intéressa surtout à Friedrich Johann Buck (1722–1786) et Johann Friedrich Weitenkampf (1726–1758) ; d'ailleurs, le nom de Kant n'apparaît nulle part dans l'abondante correspondance entre Knutzen et Euler.

## Sa pensée
Knutzen cherchait à concilier le Piétisme et la pensée dogmatique de Christian Wolff. Selon lui, la philosophie n’était pas simplement une propédeutique pour les études de théologie, mais une science qui posait ses propres postulats : cette idée est manifeste dans sa « Démonstration philosophique de la vérité de la Religion Chrétienne » (1740). Cet ouvrage, d'abord paru sous forme d'articles dans les livraisons successives des Königsberger Intelligenzblätter, est son chef-d’œuvre. L'auteur y énonce que la philosophie est dépositaire de la raison, même en religion. Il y fait connaître la philosophie de Locke et pose les termes du débat entre sciences naturelles et théologie. Ainsi, Knutzen a renouvelé la pensée en Prusse, jusqu'alors dominée par le piétisme de Franz Albert Schultz (de).
Sur le plan philosophique, Knutzen adopte un point de vue anti-leibnitzien : il réfute la doctrine de l'harmonie préétablie, tout comme l’occasionalisme, et tient pour seuls raisonnables l'atomisme et la doctrine des changements de texture de Locke.
D'abord, l'harmonie préétablie de Leibniz, sous sa forme la plus stricte, était en contradiction avec la théologie de Knutzen ; à cela s'ajoutaient les différences entre Leibniz, Descartes et Newton sur les concepts mécaniques de force vive, de pression statique et de quantité de mouvement (ou « moment », comme on disait alors) et en cela, Knutzen se trouvait entièrement convaincu par l'approche de Newton : cela acheva de le rapprocher des philosophes britanniques, plutôt qu'allemands. Il mourut d'ailleurs alors qu'il travaillait à sa traduction de l’Essai sur l’entendement humain.

## Œuvres (sélection)
- Philosophischer Beweis von der Wahrheit der christlichen Religion, 1740
- Von dem Wahren Auctore der Arithmeticae Binariae, oder sogennanten Leibnitzianischen Dyadic, 1742
- Philosophische Abhandlung von der immateriellen Natur der Seele, 1744
- Vernünftige Gedanken von den Cometen, 1744
- Systema causarum efficientium seu commentatio philosophica de commercio mentis et corporis per influxum physicum explicando, 1745
- Philosophischer Beweiß von der Wahrheit der Christlichen Religion, Darinnen die Nothwendigkeit der Christlichen Insbesondere aus Ungezweifelten Gründen der Vernunft nach Mathematischer Lehrart dargethan und behauptet wird, Königsberg: Härtung, 1747
- Elementa philosophiae rationalis seu logicae cum generalis tun specialioris mathematica methodo demonstrata, 1747 (reprint: Hildesheim: Georg Olms, 1991)
- Vertheidigte Wahrheit der Christlichen Religion gegen den Einwurf: Daß die Christliche Offenbahrung nich allgemein sey: Wobey besonders die Scheingründe des bekannten Englischen Deisten Mattüi Tindal, Welche in deßen Beweise, Daß das Christentum so alt wie die Welt sey, enthalten, erwogen und winderlegt werden. Königsberg: Härtung, 1747 (reprint: Verlag Traugott Bautz GmbH, 2005)